# 迷宮キングダム
『迷宮キングダム』（めいきゅうキングダム、英語表記：Labyrinth　Kingdom）は日本製のTRPG。「まよキン」とも略される。河嶋陶一朗/冒険企画局著、ホビーベースより2004年に初版が発売。2006年にはルールとデータを再整備した第二版が発売された。

## 概要
迷宮災厄という天変地異によって、世界そのものがダンジョンとなってしまったという設定のもと、プレイヤーキャラクターはランドメイカーという存在になり、ダンジョンの中に王国を作り、民を従え国家を運営する。
国家運営とダンジョン探索の両方が行える作品であり、サプリメントの発売や、版上げによるバージョンアップなど、サポートは充実している。常にユーザから投稿を募集するというスタイルを取っており、投稿作品をまとめたサプリメントが発売された。また、「ゲームデータを公式サイト上で開示する」という珍しい手法を取っている。
サブタイトルに、シニカルポップ・ダンジョンシアターとあり、やりすぎとも思えるほど諧謔とユーモアにあふれた内容になっている。登場するモンスターの中には迷宮キングダムの略称である「まよキン」に関連していると思われる「マヨネーズ・キング」などというものも登場する。ゲームバランスは少々シビアであるが、救済用のルールも多いため、手軽にハック&スラッシュが楽しめる。

## システム

### キャラクターメイキング
パーティメンバーのクラスを決めて、キャラクターの背景と使命をランダムに決定する。この時、必ず国王が一人以上いなければならない。
次に、ジョブをランダムに決定する。ジョブは一人につき一つだが、従者のみ二つを選べる。
その後、クラスとジョブに応じて能力値（才覚、魅力、探索、武勇）に数値を割り振り、副能力値（HP、器、回避値、配下）を算出する。
他のPCに対する感情、好きな物と嫌いな物を決める。

### 王国
GMとPL全員が「王国の特徴表」を振り、結果に応じた決定表を振って王国環境を決定する。

### 迷宮
セッション中に冒険することになる迷宮は、基本的に3×3に並んだ九個の部屋を通路でつないだ形になっている。ランドメイカーの人数と平均レベルに応じて、配置できるモンスターや罠の数が決められている。

### 行為判定
行為判定は2D6の上方判定となる。2D6の目と、使用する能力値の合計が難易度を上回っていれば成功となる。
判定をする際に「希望」を消費すれば、使用できるダイスの数を増やせる。この場合、振って出た数のうち二つを選び、その合計を適用する。「希望」は国民が持つ「民の声」と、PC個人が持つ「気力」の二種類がある。
6が出た場合、判定に使用する数値に含めない代わりに「気力」を一点回復することもできる。
6ゾロが出れば絶対成功となり、「気力」を二点獲得できる。三個以上ダイスを使用した場合、6が二個以上出たときは必ず絶対成功となる。
1ゾロが出れば絶対失敗となり、「民の声」が一点減少する。三個以上ダイスを使用した場合、1が出たダイスを選ばなければ絶対失敗にはならない。

### 戦闘
戦闘フィールドは「本陣」「後衛」「前衛」「敵前衛」「敵後衛」「敵本陣」の六つのエリアに分かれている。PL側は迷宮に突入する際に、配置を決めておく必要がある。
初めにPLの代表一人が判定を行い、成功すればPL側、失敗すればGM側が先攻となる。先攻側がエリア移動と行動の処理を行い、後攻側が同じく移動・行動する。これを1ターンとし、ターンごとに先攻後攻を決める。

## ランドメイカー
ランドメイカーとは、民からの信頼を受け、王国を運営する人々のこと。プレイヤーキャラクターは全員がランドメイカーであり、以下の役割（クラスと呼ぶ）がある。
国王
王国の中心となる。他者の行動を強化する能力や、国民の数を己の力とする能力を持つ。
大臣
王国の政治を取り仕切る。他者の失敗をフォローする能力や、他国との友好関係を良くする能力を持つ。
騎士
王国の軍事を取り仕切る。相手により大きな打撃を与える能力や、戦争を有利に進める能力を持つ。
神官
王国の信仰を取り仕切る。一部の人間の傷を多く、あるいは多数の人間の傷を少し癒す能力を持つ。
ニンジャ
王国の治安を取り仕切る。他者の身を守る能力や、通常より多く動き回る能力を持つ。
従者
他のランドメイカーの手助けをする。他者のやる気を出させる能力や、他者の能力の切り替えを手伝う能力を持つ。
民なき者
『大殺階域』で追加されたクラス。王国に縛られず迷宮を旅する。独自のスキルを持たない代わりに他クラスのスキルを1種類だけ修得できる。

## 世界設定

### 百万迷宮
かつて世界は地上と空と海に分かれ、地上にはひとつの王国だけが存在していた。あるとき「災厄王」という王が、世界のすべてを自分のものにするために、魔術によって世界を一つにまとめてしまった。これが神の怒りを買い、周囲が延々と迷宮化するという呪いをかけられた。その結果、全世界が迷宮と化してしまった。これが百万迷宮の始まりとされている。
百万迷宮は大きく分けて三つの階層がある。空の面影を残している上層部は「天階」と呼ばれ、平面的な床や階段が重力の向きを無視して組み合わさっただまし絵のような空間である。海の面影を残している下層部は「深階」とよばれ、途轍もなく巨大な地底湖のような風景となっている。その間にある何百もの階層が人間が住んでいる場所であり、「グランドゼロ」と呼ばれている。それぞれの階層は通常の手段で行き来することはほぼ不可能である。境界に近づくほど迷宮は複雑化し、魔物は狂暴化する。昇降機を使おうにも、それぞれの階層の住人は昇降機でやって来た人間をすべて生贄とみなしてしまう。

### 生活様式
迷宮内では、「星」という鉱石が光源と熱源になっている。星の明滅によって、昼夜と時間を区別している。

### 宗教
百万迷宮には無数の宗教が存在し、天階の存在を崇める「天階系」と、深階の存在を崇める「深階系」に分かれる。
その中でも有名な物に「六大宗教」が挙げられる。
国の神殿にはそれぞれの階層に通じる昇降機が設置されており、供物を捧げたり、信託を受ける際に用いる。
災厄教
天階系。大天使ケツァルコアトルス・ノルトロビを崇める、歴史ある宗教。人間は迷宮災厄を起こした罪深き存在であり、祈りによって災厄を止められると教えている。千年王朝の国教であり、伝統と格式を重視するが、信徒に求めるのは祈りのみと手軽である。
歯車信仰
深階系。ハグルマ資本主義神聖共和国を建国し、自ら深階に降りたとされる人間ハグルマを信仰する宗教。徹底した功利主義であり、商人や弱小国家にも信仰される。
路道
天階系。旅と冒険、芸能と物語の天使ワイルドグースを信仰する宗教。迷宮を生き物の母体ととらえ、すべての物に神が宿ると考えている。メトロ汗国で信仰されるが、冒険者や芸人にも信者が多い。
勝利（ビクトリー）教
天階系。聖人として天階に迎え入れられた古代の英雄、怪力無双の騎士ビクトリーを開祖とする宗教。ひたすらに戦争を求め、勝算が無くとも戦いを挑む信者が多い。
博覧教
深階系。世界を支える亀神タンガロアを崇拝する宗教。信者には学者や魔術師が多い。知識と魔術の探求や、珍しい物品の収集に情熱を注いでいる。また、収集品を狙う盗賊との戦闘が多く、信徒は戦闘慣れしている。
狂宴教
深階系。変化や混沌を象徴する大渦の神カリュブディスを信仰する宗教。本能や欲求に従い、あるがままに生きることを教義とする。伝統的な国では邪教とされるが、平和的で信徒も多く、転職所の神棚や道祖神もこれにあたる。

### 列強国
百万迷宮中で最大勢力を誇る四つの国家。
ダイナマイト帝国
ダイナマイト大帝が一代で築いた新興の軍事帝国。迷宮全てを爆破することを目標としている。首都ダイナマイトシュタットは百万迷宮中最大級の空洞にある。
千年王朝
百万迷宮で最も古い魔術国家。災厄王を唯一の王としているために王位は空席のままで、大宰相と賢人会議によって運営されている。首都ペルペティウムにはいくつもの巨大図書館が存在している。百万迷宮全体で最も読まれている新聞「砂時計週報」の発行元でもある。
メトロ汗国（はんこく）
「器官車」という生き物が牽引する列車で移動する遊牧国家。国の代表である大汗（だいはん）は男性だが、氏族の公主は女性が務めている。氏族ごとに列車を持ち、有力な氏族の列車に宮廷の車両が連結され、首都となる。男性は末尾が「○○ドラゴン」「○○リュウ」となる名前を、女性は金属や鉱石の名前を名乗るのが主流。
ハグルマ資本主義神聖共和国
始祖ハグルマを崇める巨大商業国家。首都ハグルマラードを「本社」と呼び、国民全員がスーツを着用するなど、巨大企業の如き様相である。ハグルマから下された技術やアイテムを売り、利益をハグルマに捧げている。ハグルマに捧げた金品の総額で身分が決まるため、国民全員がひたすら金儲けに励んでいる。大きな収益を上げて資本卿となれば個人名を持つことを許される（苗字はハグルマで統一される）が、それ以下の者は所属部署と役職・番号がそのまま名前になる。

## 基本ルールブック

### 初版
- 『シニカルポップ・ダンジョンシアター　迷宮キングダム　迷宮ブック』2006年。
- 『シニカルポップ・ダンジョンシアター　迷宮キングダム　王国ブック』2006年。

### 第二版
- 『迷宮キングダム 新・王国ブック』　2010年。
第二版ルールブック。プレイヤー用。初版サプリメント「迷宮クロニクルシリーズ」と「げっちゅー★キングダム!」の内容が盛り込まれたうえでルールとデータが再整備されている。
『シニカルポップ・ダンジョンシアター　迷宮キングダム　王国ブック』の内容に一部加筆修正を加え、改めて初版としたものと説明されている。
- 『迷宮キングダム 新・迷宮ブック』　2011年。
第二版ルールブック。GM用。
『シニカルポップ・ダンジョンシアター　迷宮キングダム　迷宮ブック』の内容に一部加筆修正を加え、改めて初版としたものと説明されている。
- 『シニカルポップ・ダンジョンシアター 迷宮デイズ』 - 「迷宮化した現代日本の街並」を舞台とした派生ゲーム。

### KADOKAWA
- 『迷宮キングダム 基本ルールブック』  2018年

## サプリメント

### 初版
- げっちゅー★キングダム!
- 百万迷宮大百科
- シティアドベンチャー
- 迷宮クロニクルシリーズ
  - 迷宮クロニクルVol.1「はじめての迷宮キングダム」
  - 迷宮クロニクルVol.2「白銀カーニバル」
  - 迷宮クロニクルVol.3「恋の増量120%」
  - 迷宮クロニクルVol.4「モンスター? モンスター!!」
  - 迷宮クロニクルVol.5「ロイヤル・ウェディング」
  - 迷宮クロニクルVol.6「お伽の法則（グリム・グリモワール）」
  - 迷宮クロニクルVol.7「愚神礼賛」
  - 迷宮クロニクルVol.8「ハレ時々迷宮」

### 第二版
- 猟奇戦役（バロック・キャンペーン）
- 大殺階域（オーバーキル・パラダイス）
- 砂時計週報 日本語版 2010-2011

### KADOKAWA
- 迷宮キングダム 上級ルールブック
- 迷宮キングダム 大冒険ブック 旅する王国と無名階域

## カードセット

### 初版
- まよカードVol.1「キャラクター編」
- まよカードVol.2「モンスター編」
- まよカードVol.3「アイテム編」
- まよカードVol.4「げっちゅー＆トラップ」編

### 第二版
- まよカードピュアセレクト - ゲーム内に登場するアイテムを収録。

## アクセサリ
- 小鬼ダイス
- まよコマ

## 関連書籍

### リプレイ
- 河嶋陶一朗 『迷宮キングダム・リプレイ1　黙示録の乙女（プリンセス・アポカリプス）』 - 富士見ドラゴンブック
- 河嶋陶一朗　『迷宮キングダム・リプレイ2　災厄の王子（プリンス・カラミティ）』 - 富士見ドラゴンブック
（Role&Roll誌に連載されたリプレイを単行本化したものだが、初版ルール準拠のリプレイを、単行本収録時に第二版に合わせて加筆している）新紀元社にて改訂版が出版。
- 河嶋陶一朗 『迷宮キングダム・リプレイ 女王の帰還』 - 新紀元社、2010年。
- 大高直樹、河嶋陶一朗 『迷宮キングダム・リプレイ 辺境王国とチーズの森』 - 新紀元社、2011年。
- 大高直樹、河嶋陶一朗 『迷宮キングダム・リプレイ 辺境王国と滅亡のキッチン』 - 新紀元社、2012年。
- イケダサトシ 『迷宮キングダム・リプレイ 戦渦の五芒星』 - 新紀元社、2013年。
- イケダサトシ 『迷宮キングダム・リプレイ 逆襲の五芒星』 - 新紀元社、2013年。

### コミック
- 速水螺旋人 『オープンダイス・キングダム』 - 冒険企画局、2009年。
- 宮澤伊織（原作）・河嶋陶一朗（冒険企画局）（原作）・山内了兵（作画）・よー清水（キャラクター原案）『迷宮キングダム 特殊部隊SASのおっさんの異世界ダンジョンサバイバルマニュアル！』スクウェア・エニックス〈ガンガンコミックス UP!〉、全4巻
  1. 2021年9月7日発売[1][2]、ISBN 978-4-7575-7458-8
  2. 2021年11月6日発売[3]、ISBN 978-4-7575-7552-3
  3. 2022年2月7日発売[4]、ISBN 978-4-7575-7708-4
  4. 2022年7月7日発売[5]、ISBN 978-4-7575-8002-2

### ゲームブック
- フーゴ・ハル 『迷宮キングダム ブックゲーム モービィ・リップからの脱出』 - 新紀元社、2010年。
- フーゴ・ハル 『迷宮キングダム ブックゲーム 虹河の大冒険』 - 新紀元社、2011年。

### 小説
- 宮澤伊織 『迷宮キングダム 特殊部隊SASのおっさんの異世界ダンジョンサバイバルマニュアル！』 - ドラゴンノベルス、2019年。

## 関連ゲーム
- 『迷宮コンクエスト』 - カードゲーム
- 『迷宮牧場の決闘』 - カードゲーム
- 『迷宮コンクエスト ダンジョン・ウォー』 - カードゲーム
  - 『迷宮コンクエスト エクスパンション ゴールド・ウォー』 - カードゲーム
- 『迷宮砦の攻防』 - ボードゲーム